# Rajongemeinde Varėna
Die Rajongemeinde Varėna (litauisch: Varėnos rajono savivaldybė) ist eine Selbstverwaltungsgemeinde im südöstlichen Litauen, in der Region Dzūkija. Sie ist die flächenmäßig größte der 60 Selbstverwaltungen in Litauen.
Varėna hat eine Fläche von 2218 und 28.995 Einwohner.

## Orte
Die Gemeinde umfasst neben der Stadt Varėna (10.106 E.), ihrem Ratssitz, die Städtchen (miestelis) Merkinė (1434 E.) und Valkininkai (238 E.), sowie 320 Dörfer. Die größten darunter sind Matuizos (1312 E.) und Senoji Varėna (1276 E.).

## Amtsbezirke

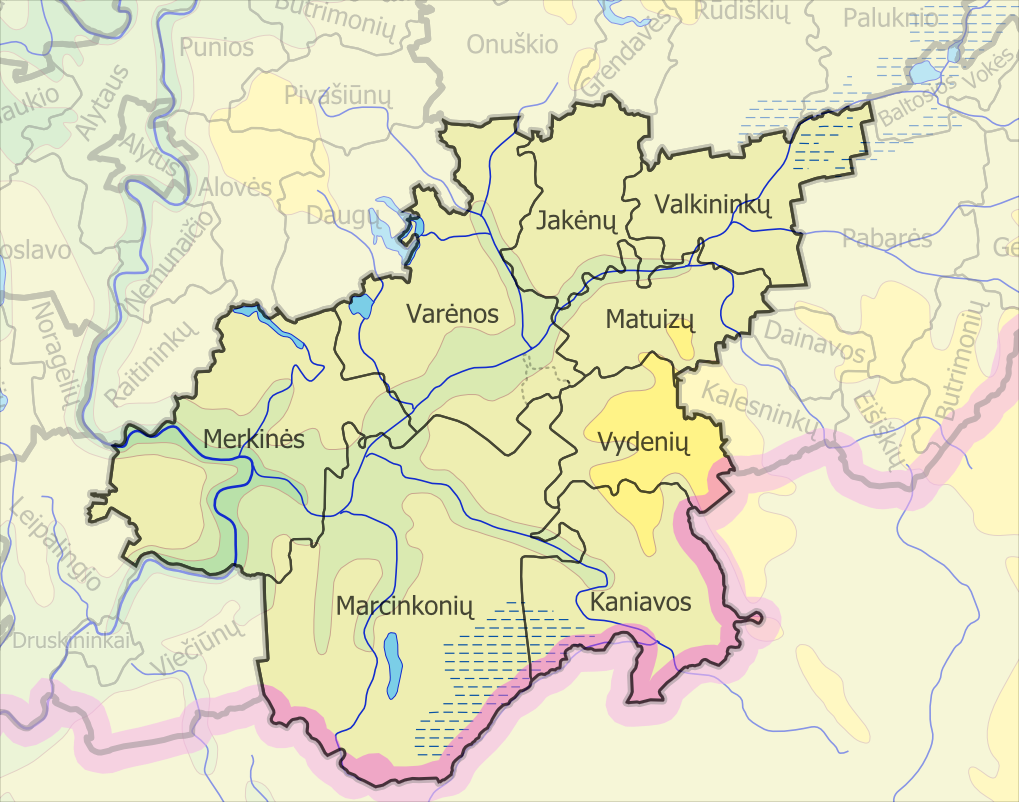
Amtsbezirke der Rajongemeinde Varėna

Die Rajongemeinde Varėna ist eingeteilt in 8 Amtsbezirke (seniūnija):
- Žilinai
- Kaniava mit Sitz in Panočiai
- Marcinkonys
- Matuizos
- Merkinė
- Valkininkai
- Varėna
- Vydeniai

## Personen
- Angelė Jakavonytė (* 1959), Politikerin, Mitglied des Seimas

## Partnerstädte
- Prenzlau, Land Brandenburg
- Mikołajki (Nikolaiken), Polen
- Nesterow (Stallupönen), Russland, Oblast Kaliningrad
- Skurup, Schweden